# Phaenops obtusa
Phaenops obtusa är en skalbaggsart som först beskrevs av Horn 1882.  Phaenops obtusa ingår i släktet Phaenops och familjen praktbaggar. Inga underarter finns listade i Catalogue of Life.